# 阿尔贝茨·贝尔斯
阿尔贝茨·贝尔斯（1938年10月6日—2024年6月11日），拉脱维亚著名的作家。

## 作品
- 《Robeža》（1969年）
- 《Izmeklētājs. Būris》（1977年）
- 《Cilvēki laivās》（1987年）
- 《Cilvēki pilsētās》（1988年）
- 《Cilvēki pārvērtībās》（1989年）